# Sophronica allardi
Sophronica allardi är en skalbaggsart som beskrevs av Stefan von Breuning 1974. Sophronica allardi ingår i släktet Sophronica och familjen långhorningar. Inga underarter finns listade i Catalogue of Life.